# ニジェール川流域機構

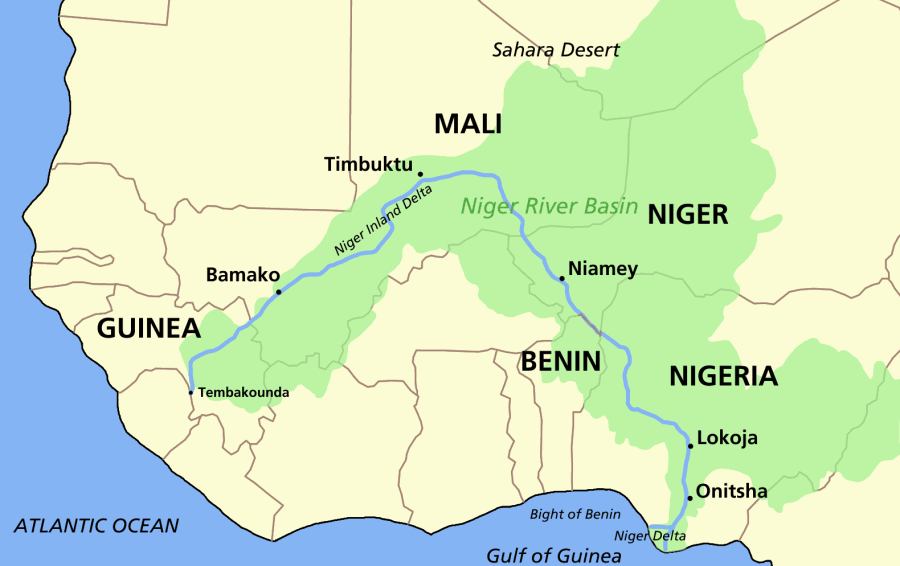
ニジェール川流域の地図

ニジェール川流域機構（ニジェールがわりゅういききこう、仏: Autorité du Bassin du Niger, ABN）は西アフリカのニジェール川流域諸国とチャドによるニジェール川関連資源の共同管理および開発を目的とした国際機関。
フランス領西アフリカ時代の1950年にニジェール川調査整備団 (la Mission d’Etude et d’Aménagement du Niger, MEAN) がバマコに置かれたが1960年に独立と共に解消された。テネシー川流域開発公社にヒントを得て、1964年に前身のニジェール川流域委員会が設立された。1980年にニジェール川流域機構に再編された。カメルーン、ギニア、コートジボワール、チャド、ナイジェリア、ニジェール、ブルキナファソ、ベナン、マリの9ヶ国が参加している。本部はニアメに置かれ、フランス語と英語が公式言語である。